# Malowanka (obwód lwowski)
Malowanka (ukr.  Мальованка) – wieś na Ukrainie w rejonie lwowskim (wcześniej w rejonie gródeckim) obwodu lwowskiego.